# Villars-sous-Écot
Villars-sous-Écot és un municipi francès situat al departament del Doubs i a la regió de Borgonya - Franc Comtat. L'any 2007 tenia 384 habitants.

## Demografia

### Població
El 2007 la població de fet de Villars-sous-Écot era de 384 persones. Hi havia 144 famílies de les quals 16 eren unipersonals (4 homes vivint sols i 12 dones vivint soles), 60 parelles sense fills, 60 parelles amb fills i 8 famílies monoparentals amb fills.
La població ha evolucionat segons el següent gràfic:
Habitants censats

### Habitatges
El 2007 hi havia 149 habitatges, 144 eren l'habitatge principal de la família i 6 estaven desocupats. 144 eren cases i 5 eren apartaments. Dels 144 habitatges principals, 121 estaven ocupats pels seus propietaris, 10 estaven llogats i ocupats pels llogaters i 13 estaven cedits a títol gratuït; 8 tenien tres cambres, 38 en tenien quatre i 98 en tenien cinc o més. 122 habitatges disposaven pel capbaix d'una plaça de pàrquing. A 35 habitatges hi havia un automòbil i a 103 n'hi havia dos o més.

### Piràmide de població
La piràmide de població per edats i sexe el 2009 era:
| Homes | Edats   | Dones |
| ----- | ------- | ----- |
| 0     | 95 o +  | 0     |
| 0     | 90 a 94 | 4     |
| 0     | 85 a 89 | 0     |
| 0     | 80 a 84 | 4     |
| 0     | 75 a 79 | 4     |
| 4     | 70 a 74 | 0     |
| 4     | 65 a 69 | 8     |
| 4     | 60 a 64 | 8     |
| 12    | 55 a 59 | 4     |
| 28    | 50 a 54 | 28    |
| 16    | 45 a 49 | 12    |
| 28    | 40 a 44 | 20    |
| 4     | 35 a 39 | 12    |
| 12    | 30 a 34 | 12    |
| 12    | 25 a 29 | 12    |
| 4     | 20 a 24 | 16    |
| 8     | 15 a 19 | 20    |
| 4     | 10 a 14 | 8     |
| 16    | 5 a 9   | 12    |
| 20    | 0 a 4   | 4     |

## Economia
El 2007 la població en edat de treballar era de 270 persones, 194 eren actives i 76 eren inactives. De les 194 persones actives 181 estaven ocupades (102 homes i 79 dones) i 13 estaven aturades (5 homes i 8 dones). De les 76 persones inactives 41 estaven jubilades, 14 estaven estudiant i 21 estaven classificades com a «altres inactius».

### Ingressos
El 2009 a Villars-sous-Écot hi havia 144 unitats fiscals que integraven 374 persones, la mediana anual d'ingressos fiscals per persona era de 18.855 €.

### Activitats econòmiques
Dels 5 establiments que hi havia el 2007, 2 eren d'empreses de construcció, 1 d'una empresa de comerç i reparació d'automòbils, 1 d'una empresa de transport i 1 d'una empresa de serveis.
Dels 2 establiments de servei als particulars que hi havia el 2009, 1 era un paleta i 1 guixaire pintor.
L'únic establiment comercial que hi havia el 2009 era una botiga de material esportiu.
L'any 2000 a Villars-sous-Écot hi havia 3 explotacions agrícoles.

## Equipaments sanitaris i escolars
El 2009 hi havia una escola elemental.

## Poblacions més properes
El següent diagrama mostra les poblacions més properes.